# Bella Achatowna Achmadulina

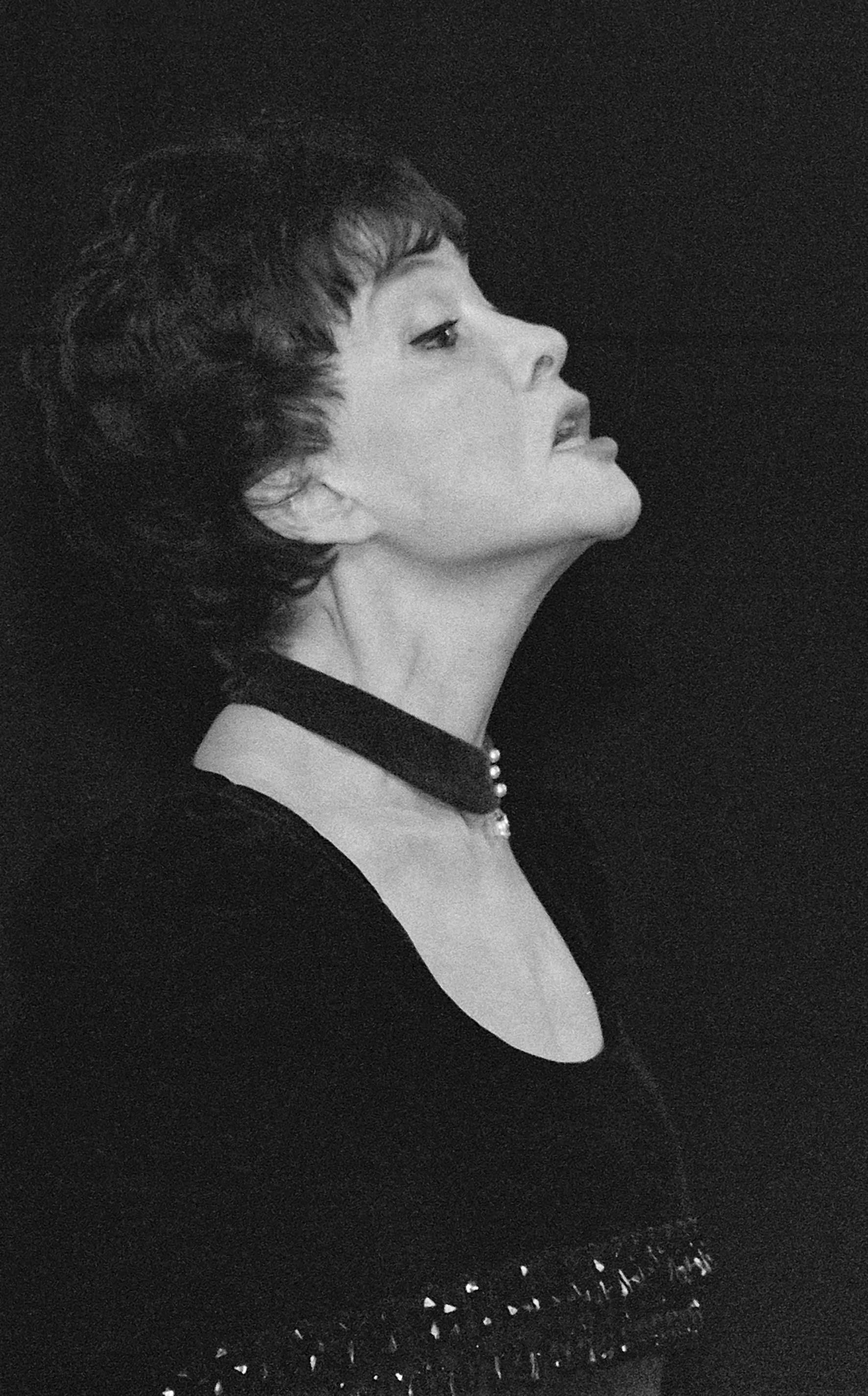
Bella Achmadulina bei einem Gedichtsvortrag

Isabella Achatowna Achmadulina (russisch Белла Ахатовна Ахмадулина, wiss. Transliteration Bella Achatovna Achmadulina; * 10. April 1937 in Moskau; † 29. November 2010 in Peredelkino) war eine russische Dichterin, Übersetzerin und Essayistin.
Sie leitete ihre Herkunft von Tataren väterlicherseits und einer russisch-italienischen Familie mütterlicherseits ab. Sie war eine der jüngsten Vertreterinnen der Dichtergeneration der sowjetischen Tauwetter-Periode, die nach dem Tod Stalins wieder eine etwas persönlichere, „intimere“ Lyrik hervorbrachte.

## Leben und Karriere
Noch zu Schulzeiten – 1954 – veröffentlichte Bella Achmadulina ihre ersten Gedichte in der Zeitschrift Oktober (Октябрь). Seit 1955 studierte sie sehr erfolgreich am Moskauer Maxim-Gorki-Literaturinstitut, das sie 1960 abschloss.
Es verhalfen ihr Lyriker wie Jewtuschenko und Roschdestwenski gemeinsam mit älteren Dichtern zu einer außerordentlichen Popularität. 1962 erschien eine erste Gedichtsammlung unter dem Titel Die Saite (Струна), die in Kollegenkreisen Aufmerksamkeit hervorrief.
In den Folgejahren erschienen die Bände Schüttelfrost (Озноб, 1968), Musikstunden (Уроки музыки, 1969), Gedichte (Стихи, 1975) und Schneegestöber (Метель, 1977). Reisen in den 1970er Jahren nach Georgien weckten eine Leidenschaft für die georgische Kultur und Literatur. Sie übertrug erfolgreich Arbeiten georgischer Dichter ins Russische, u. a. Tizian Tabidse und Irakli Abaschidse. Ihre Gedichtsammlungen Die Kerze (Свеча, 1977) und Grusinischer Traum (Сны о Грузии, 1979) zeigen den Einfluss dieser Kultur auf ihre Arbeiten.
Ihre in den 80er Jahren erschienenen Gedichtbände Geheimnisse (Тайна 1983), Der Garten (Сад, 1987) und Auswahl (Избранное) wurden ergänzt von vielbeachteten Essays über Alexander Puschkin und Michail Lermontow.
Achmadulinas Lyrik ist geprägt von einem schwermütigen Grundton und dem Herausarbeiten allgemeiner Bedeutung aus konkreten, häufig alltäglichen Momenten. Beispiele hierfür sind die Gedichte Motorroller (Мотороллер, 1959), Tonbandgerät (Магнитофон) oder Sodawasser (Газированная вода). Ihre Lyrik war häufig auf die Intonation, den mündlichen Vortrag, angelegt.
Obwohl sie auf politische Themen in ihren Arbeiten verzichtete, war sie kein unpolitischer Mensch. In den 1970er Jahren unter Breschnew setzte sie sich als eine von wenigen für verfolgte und unterdrückte Kollegen ein. 1989 erhielt sie den Staatspreis der UdSSR für den Gedichtband Der Garten; außerdem war sie seit 1977 Ehrenmitglied der American Academy of Arts and Letters.
Achmadulina war Jewgeni Jewtuschenkos erste Ehefrau.

## Werke
- 1962: Струна (deutsch: Die Saite)
- 1968: Озноб (deutsch: Schüttelfrost)
- 1969: Уроки музыки (deutsch: Musikstunden)
- 1975: Стихи (deutsch: Gedichte)
- 1977: Метель (deutsch: Schneegestöber)
- 1977: Свеча (deutsch: Die Kerze)
- 1979: Сны о Грузии (deutsch: Grusinischer Traum)
- 1996: Поездка в город (deutsch: Ausflug in die Stadt)
- 1997: Наслаждение в Куоккале (deutsch: Genuss in Kuokkala)